# Сокровища чистого разума
«Сокровища чистого разума» — роман российского фантаста Вадима Панова, написанный в жанре стимпанк. Входит в цикл «Герметикон».

## Сюжет
События пятой части происходят параллельно событиям предыдущей книги, но на планете Менсала, куда попали изобретатель Павел Гатов, его помощник Бааламестре и один из офицеров Помпилио — алхимик Мерса, в ходе своего рискованного бегства с Кардонии. Сюжет романа фокусируется на попытках Гатова укрыться от Компании и других заинтересованных в его поимке лиц, а также рассказывает об амбициозном и многообещающем эксперименте ученого Алоиза Холя, который он проводит при поддержке одного из местных губернаторов.

## Создание
Пятая часть вышла без широкого анонса, кроме того, книга лишилась вставок-комиксов.

## Критика
Несмотря на отсутствие рекламы и критику прошлой книги и усилившихся политические аллюзий в сюжете серии, эксперты восприняли книгу довольно положительно. Дарья Донцова отнесла роман к числу лучших, по её мнению, произведений Панова, Борис Невский всё-таки включил в 2016 году серию «Герметикон» в десятку наиболее значимых произведений стимпанка, наряду с классическими произведениями — «Машиной различий» Брюса Стерлинга и Уильяма Гибсона и циклом «Левиафан» Скотта Вестерфильда. В нескольких регионах России роман вошел в топ-10 покупаемых книг.

## Награды
- Созвездие Аю-Даг,2015 год — премия «Золотая цепь»[6]

### Номинации
- Созвездие Аю-Даг,2015 год — премия «Созвездие Большой Медведицы»
- РосКон, 2016 год — роман.[7]